# Tricimba melancholica
Tricimba melancholica är en tvåvingeart som först beskrevs av Becker 1912.  Tricimba melancholica ingår i släktet Tricimba och familjen fritflugor. Inga underarter finns listade i Catalogue of Life.